# 仙台市立沖野小学校
仙台市立沖野小学校（せんだいしりつ おきのしょうがっこう）は、宮城県仙台市若林区沖野三丁目にある公立小学校である。

## 沿革
- 1977年（昭和52年）4月1日 - 若林小学校より分離開校[1][2]
- 1983年（昭和58年）4月1日 - 沖野東小学校が分離開校[3]

## 学区
- 沖野1丁目～5丁目と6丁目の一部、上飯田1丁目・2丁目の一部[4]

## 卒業後
- 沖野中学校へ進学する[4]。